# دهستان سارال
دهستان سارال نام دهستانی در بخش سارال شهرستان دیواندره، استان کردستان در ایران است. براساس سرشماری مرکز آمار ایران در سال ۱۳۸۵، جمعیت آن ۶۸۶۹ نفر (۱۳۳۶ خانوار) بوده‌است.